# トム・ギル
トム・ギル（Tom Gill、 本名：Thomas Paramor Gill、1960年10月25日 - ）は日本在住イギリス人、文化人類学者。明治学院大学国際学部教授

## 略歴
- 1960年10月25日イングランド南部ポーツマス生まれ。
- 1983年ケンブリッジ大学卒業後すぐ来日、山梨県の高校で英語教師を務める。
- 1996年ロンドン大学政治経済学院（LSE）社会人類学研究科博士課程修了（社会人類学博士）。
- 京都文教大学人間学部文化人類学科研究助手、東京大学社会科学研究所 助教授 兼「Social Science Japan Journal（SSJJ）」（学術ジャーナル）のマネージング・エディターを経て、 現在、明治学院大学国際学部教授。

## 研究
日本・イギリス・アメリカにおいて数々の寄せ場・ドヤ街でフィールドワークを行い、日雇い労働者とそれを取り囲む社会環境について研究を重ね、それを博士論文のテーマとした。博士課程修了後も主に横浜市のドヤ街「寿町」を拠点とし、日雇い労働者と同じドヤに泊まり、労働センター（寿労働センター無料職業紹介所）前の路上で彼らと酒を交わすなど、独自の調査方法で研究を続けている。
2011年3月11日の東日本大震災以降は、福島県飯舘村の長泥地区へ継続訪問し、福島第一原子力発電所事故の被災者達の研究も行っている。

## 著書

### 単著
- 『Men of Uncertainty』: The Social Organization of Japanese Day Laborers in Contemporary Japan（『未確定の男たち』：現代日本の日雇い労働者の社会組織）。New York: SUNY Press（ニューヨーク州立大学出版）、2001年2月出版。263頁。
- 『毎日あほうだんす : 寿町の日雇い哲学者 西川紀光の世界』（京都：キョートット出版、2013年3月出版）

### 編集書
- 『Globalization and Social Change in Contemporary Japan』, ed. J.S. Eades, Tom Gill, Harumi Befu. Melbourne: Trans Pacific Press. 2000年9月出版。295頁。

### 共著
- 『Magical Transformations: Some Japanese Super-heroes and Monsters』（『魔法の変身：日本のスーパーヒーローと怪獣』） (1998年10月出版）
  - 論文集『The Worlds of Japanese Popular Culture: Gender, Shifting Boundaries and Global Cultures』 (D.P. Martinez ed., Cambridge University Press, 212 pp.)に掲載（pp.33-55）。
- 『寄せ場の男たち：会社・結婚なしの生活者』（1999年10月出版）
  - 『共同研究・男性論』（西川祐子・荻野美穂編、京都：人文書院、381頁）に掲載　(pp.17-43)。
- 『Wage-Hunting on the Margins of Urban Japan』（『日本の大都市の周辺地帯における賃金狩り』） (1999年11月出版)
  - 『Lilies of the Field: Marginal People Who Live for the Moment』 (Sophie Day, Evthymios Papataxiarchis, Michael Stewart eds., Boulder, Co. and Oxford: Westview Press, 260pp.)に掲載 (pp.119-136)。
- 『山口さんの不滅機械：寄せ場労働者の老いと死の扱い方』（2000年4月出版）
  - 『往生考：日本人の生・老・死』（宮田登・新谷尚紀編、東京：小学館, 381頁）に掲載（pp. 97-111）。

他多数